# Драговіт
Драговіт (*д/н —після 789) — король Велецького союзу у 780—810 роках. Заснував династію правителів.

## Життєпис
Про походження замало відомостей. Втім, напевне, походив з роду спадкових князів саме племені велетів. Достеменно невідомо, чи у 780 році утворив Велецький союз або став лише князем велетів. Втім, саме Драговіт вважається засновником Велецького союзу (відомий також як племінний союз лютичів), куди увійшли племена моричан, спревян, стодорян, брежан, лінонів, ратарів, укрів, доленчан, хижан, череспенян. Столицею зробив місто на території сучасного городища Форверк біля м. Деммін.
В результаті дій Драговіта постала протодержава, що стала загрожувати інтересам ободритів, саксам та франкам. Зрештою це призвело до війни франкського короля Карла Великого проти Драговіта. Про перші сутички нічого невідомо. Знано про великий похід 789 року, коли на чолі фрізів, саксів, тюрингів, ободритів, лужичан Карл Великий вдерся у землі Велецького союзу. Потуга зібраних військ, на думку низки дослідників, свідчить стосовно перших невдалих франків.
Військова кампанія 789 року була невдалою для Драговіта, який зазнав поразки. В результаті велети вимушені були підкоритися Карлу Великому, якому Драговіт надав заручників, зобов'язався сплачувати данину та допустити на свої землі християнських місіонерів. 
В хрониці Annales Mettenses priores (805 р.) згадується як король слов'ян.
У 808 році в союзі з глинянами, смольнянами та данами на чолі з конунгом Гутфредом було атаковано Ободрицький союз, якому завдано тяжкої поразки. Драговіт здобув значну здобич, змусивши ободритів на чолі із Дражко визнати зверхність Гутфреда. До 810 року тривала війна проти франків на чолі з Карлом Молодим.
У 810 році помер Драговіт, після чого новим королем став його син Люб.